# Фемтометр
Фемтометр (від дат. femten, «п'ятнадцять» та давньогр. μέτρον) — одиниця вимірювання відстані у системі SI, що дорівнює 10−15 метра. Позначення: українське «фм», міжнародне «fm». Також використовується назва фермі на честь італійського фізика Енріко Фермі.
Найчастіше застосовується у ядерній фізиці, оскільки за порядком величини фемтометр порівняний із розміром атомного ядра.

## Історія
Фемтометр було запроваджено на 11-й Генеральній конференції мір і ваг, і додано до системи SI у 1964 році.
Іншу назву фемтометра фермі було дано на честь видатного італійського фізика Енріко Фермі (1901—1954), одного із засновників сучасної ядерної фізики. Цей термін ввів Роберт Гофстедтер у статті 1956 року в журналі Reviews of Modern Physics під назвою «Розсіювання електронів та структура ядра». Термін широко використовується в ядерній фізиці та фізиці елементарних частинок. Коли Гофстедтеру у 1961 році присудили Нобелівську Премію з фізики, цей термін з'явився в тексті його нобелівської лекції, «Метод розсіювання електронів та його застосування для вивчення структури ядер та нуклонів».